# Arturo (nombre propio)
Arturo es un nombre propio masculino de origen controvertido, posiblemente celta. Su significado también lo es, según la teoría que se acepte: es "Guardián de las Osas" (Mayor y Menor) desde el idioma griego, si se refiere a la constelación en la que se encuentra la estrella Arcturus; también puede ser interpretado, desde las lenguas celtas, como "Oso fuerte" u "Oso noble". La mayor fama del nombre le viene del Rey Arturo, un destacado personaje de la literatura europea medieval, moderna y contemporánea, pero inicialmente conocido en las literaturas francesa (con Chrétien de Troyes) y galesa. En todas las ocasiones es representado como el ideal de buen monarca, tanto en la guerra como en la paz. 

## Origen
El origen del nombre de Arturo es oscuro, y posiblemente, en su forma actual, se trate de una conjunción de varios nombres de origen diferente pero de formas muy parecidas.
Algunos sugieren que deriva de uno los nomes o segundos nombres que utilizaban los romanos, Artörius, bien documentado pero de etimología oscura y controvertida (pero posiblemente de los mesapios o de origen etrusco).
Algunos eruditos han sugerido que es relevante para este debate entender que el nombre del legendario Rey Arturo aparece únicamente como Artur, o Arturus en los textos en Latín antiguo y nunca como Artörius (aunque dialectos de Latín vulgar convirtieron Artörius en Arturius) . Sin embargo, esto no puede explicar nada sobre el origen del nombre Arthur, proveniente de Artörius. En galés, frecuentemente al mencionar Artörius se convierte en Art(h)ur.
Otra tesis dice que el nombre se deriva del patronímico bretón «Arto-rīg-ios» que significa hijo del «Rey Oso» y que se encuentra en el nombre personal en antiguo irlandés Art-ri y que puede ser una adaptación latinizada de Artōrius. Menos probable es la propuesta de derivación común del galés Arth «Oso» + (g) wr «hombre» (antes en Bretón Arto-uiros). Hay dificultades fonológicas con esta tesis, sobre todo cuando se relaciona con nombres bretones compuestos. Arto-uiros debe provenir del antiguo galés  Artgur del galés medio y moderno y no Arthur; Arthwr y no Arthur (en la poesía galesa el nombre siempre se escribe Arthur y rima exclusivamente con palabras terminadas en ur y nunca con palabras terminadas en wr lo que confirma que el segundo elemento no puede ser [g]wr «hombre»).
Una última tesis, que ha conseguido una aceptación limitada entre los eruditos, deriva el nombre de Arturo del Latín Arcturus, la estrella más brillante en la constelación de Boyero , cerca de la Osa Mayor, que es la romanización del griego Αρκτοῦρος (Arktouros) y significa «guardián de la osa», compuesta así: ἄρκτος (Arktos): «oso» + οὖρος (Ouros): «vigilante o guardián». Del latín clásico Arcturus se podría haber convertido en Art(h)ur que sucede cuando se menciona en galés, y debido a su brillo y su posición en el cielo llevó a la gente a ver esta estrella como el «guardián de la osa» y el «líder» de las otras estrellas de Boyero. 
Existe un nombre en idioma irlandés antiguo que es Artúr, que se cree deriva directamente del dialecto galés antiguo o cúmbrico Artur. La Historia presenta este nombre en el hijo o nieto de Áedán mac Gabráin (año 609 d. C.).

## Santoral
1 de septiembre: San Arturo, presbítero y mártir.

### Variantes en otros idiomas
| Variantes en otras lenguas | Variantes en otras lenguas |
| -------------------------- | -------------------------- |
| Español                    | Arturo                     |
| Alemán                     | Arthur                     |
| Aragonés                   | Arturo                     |
| Armenio                    | Արթուր (Artur)             |
| Asturiano                  | Arturu                     |
| Bretón                     | Arzhur                     |
| Búlgaro                    | Артур (Artur)              |
| Catalán                    | Artur o Artus              |
| Checo                      | Artur                      |
| Croata                     | Artur                      |
| Danés                      | Arthur                     |
| Eslovaco                   | Artúr                      |
| Esloveno                   | Artur                      |
| Esperanto                  | Arturo                     |
| Estonio                    | Artur                      |
| Euskera                    | Artur                      |
| Finlandés                  | Arttu, Artturi             |
| Francés                    | Arthür                     |
| Galés                      | Arthur                     |
| Gallego                    | Artur                      |
| Georgiano                  | ართური (Artur)             |
| Griego                     | Αρθούρος (Arthoúros)       |
| Hebreo                     | ארתור (Arthur)             |
| Neerlandés                 | Arthur                     |
| Húngaro                    | Artúr                      |
| Inglés                     | Arthur                     |
| Irlandés                   | Artúr                      |
| Islandés                   | Arthur, Artúr              |
| Italiano                   | Arturo                     |
| Latín                      | Arthurus                   |
| Letón                      | Artūrs                     |
| Lituano                    | Artūras                    |
| Noruego                    | Artur                      |
| Polaco                     | Artur                      |
| Portugués                  | Arthur, Artur              |
| Rumano                     | Arthur, Artur              |
| Ruso                       | Артур (Artur)              |
| Serbio                     | Артур (Artur)              |
| Sueco                      | Artur                      |